# Шестаково (Брестская область)
Шестако́во (бел. Шастакова) — деревня в Каменецком районе Брестской области Белоруссии. Расположена в центральной части района в 18 км к западу от районного центра. Входит в состав Ратайчицкого сельсовета.

## История
В Российской империи деревня входила в состав Брестского уезда Гродненской губернии. Близ деревни были обнаружены древние курганы.
В этой деревне, в доме генерала Алберга, арендованном семьёй Траугуттов, в 1826 году родился Ромуальд Траугутт. Этот факт увековечивает мемориальная доска на месте, где стоял этот дом.

## Достопримечательность
- Памятный знак на месте усадьбы Р. Траугутта —  Историко-культурная ценность Республики Беларусь, шифр 113Д000381